# كريس بورتر (لاعب هوكي الجليد)
كريس بورتر هو لاعب هوكي الجليد كندي، ولد في 13 سبتمبر 1978 في Oxbow, Saskatchewan ‏ في كندا.